# Koreai dorama

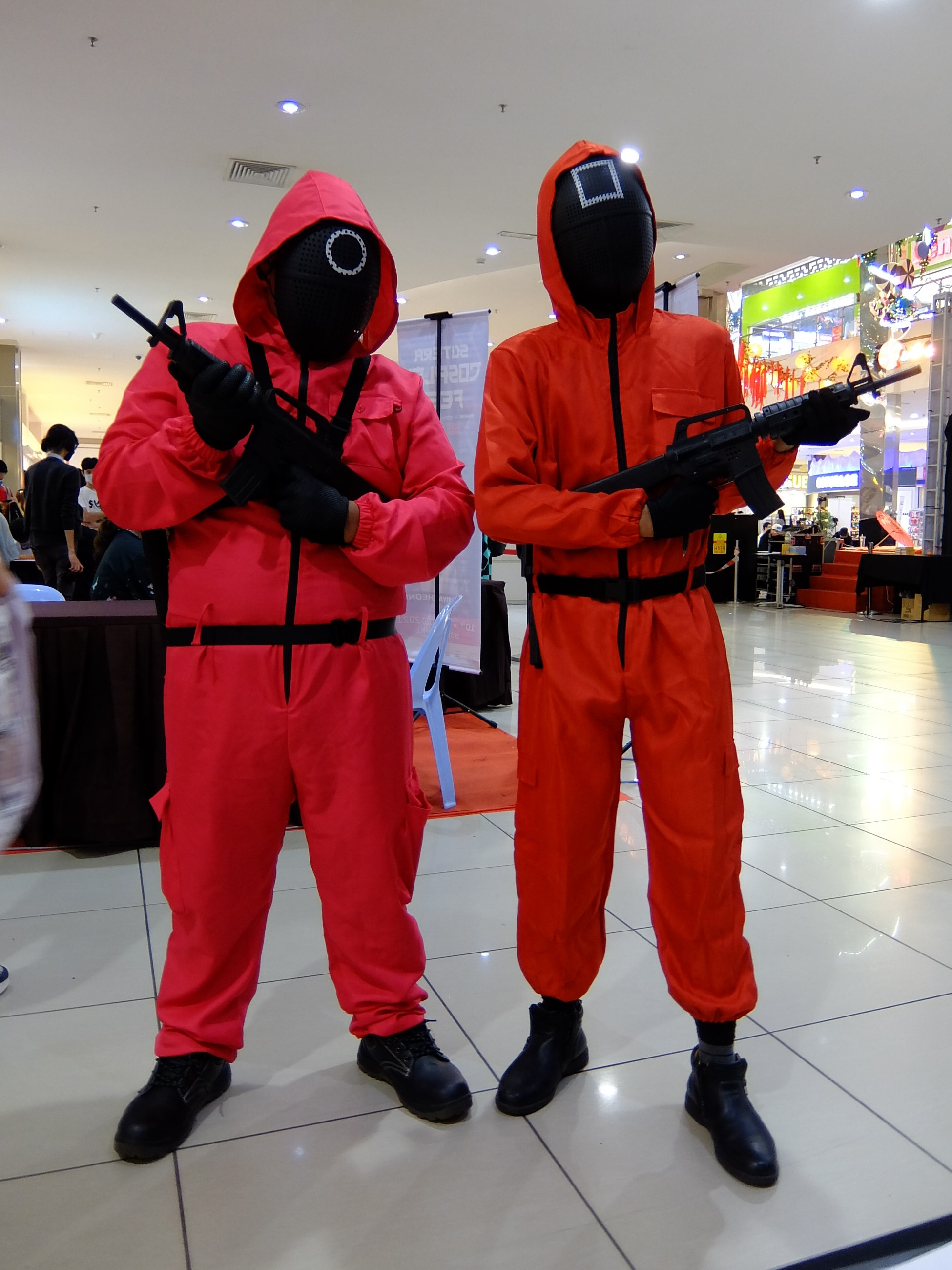
A Nyerd meg az életed 2021-ben olyan nemzetközi sikert aratott, hogy számos országban cosplayelni kezdték a szereplőket

A koreai dorama (hangul: 한국드라마, hanguk turama, RR: hanguk deurama), angolul gyakran K-drama, koreai nyelven készült, jobbára minisorozat formátumú, Dél-Koreában gyártott televíziós sorozat, speciális jellemzőkkel, ami megkülönbözteti a hagyományos televíziós sorozatoktól vagy a szappanoperáktól. A sorozatok két típusra oszthatóak, a kortárs időkben játszódó modern sorozatokra és a történelmi, kosztümös doramákra, melyek koreai elnevezése szaguk (sageuk) (사극). Ezen belül számos műfaj figyelhető meg, a romantikus vígjátékokon, akciósorozatokon át a sci-fi elemeket felvonultató fúziós sorozatokig.
Sorozatokat az 1960-as évek óta forgatnak Dél-Koreában, a ma ismert „dorama” formátumú, egy évados, rövidebb (12–24 részes) sorozatok gyártása az 1990-es évek óta jellemző, és a hagyományosan jóval több epizódos történelmi sorozatokat is ebben a szellemben kezdték el átalakítani, létrehozva a „fúziós szaguk (sageuk)” fogalmát. A koreai doramákat rendszerint nagyon szoros tempóban forgatják, közvetlenül az adott epizód adásba kerülése előtt akár órákkal, a forgatókönyv csak vázlatosan elkészített, a nézői visszajelzések tükrében bármikor változtatnak rajta, ami a színészektől az állandó készültséget követeli meg. A produkciós cégek gyakran küzdenek anyagi problémákkal.
A koreai dorama a koreai hullám részeként nem csak Ázsiában, de Európában és Amerikában is népszerű, a leghíresebbeket számos országban hagyományos televíziócsatornák is vetítik, A palota ékköve című sorozatot például 91 ország vásárolta meg, köztük Magyarország is. Külföldön ezen kívül legálisan licencelt videomegosztó portálokon is közzéteszik a legtöbb doramát, vannak olyan portálok is, amelyek az angol mellett más nyelvű feliratokkal is ellátják az epizódokat.
Magyarországon 2018-cal bezárólag több koreai sorozatot is forgattak, például az Irist, az Iris II-t és a Doctor Strangert.

## Formátuma

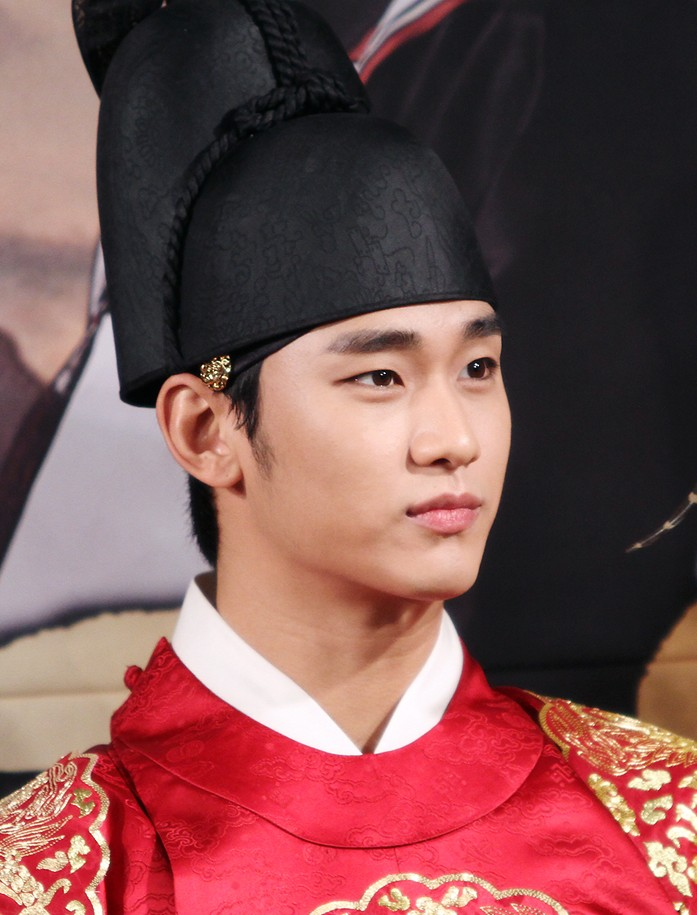
Kim Szuhjon (Kim Soo-hyun) a Moon Embracing the Sun sajtótájékoztatóján. Kim Dél-Korea egyik legkeresettebb színésze, külföldön is a legnépszerűbbek közé tartozik.

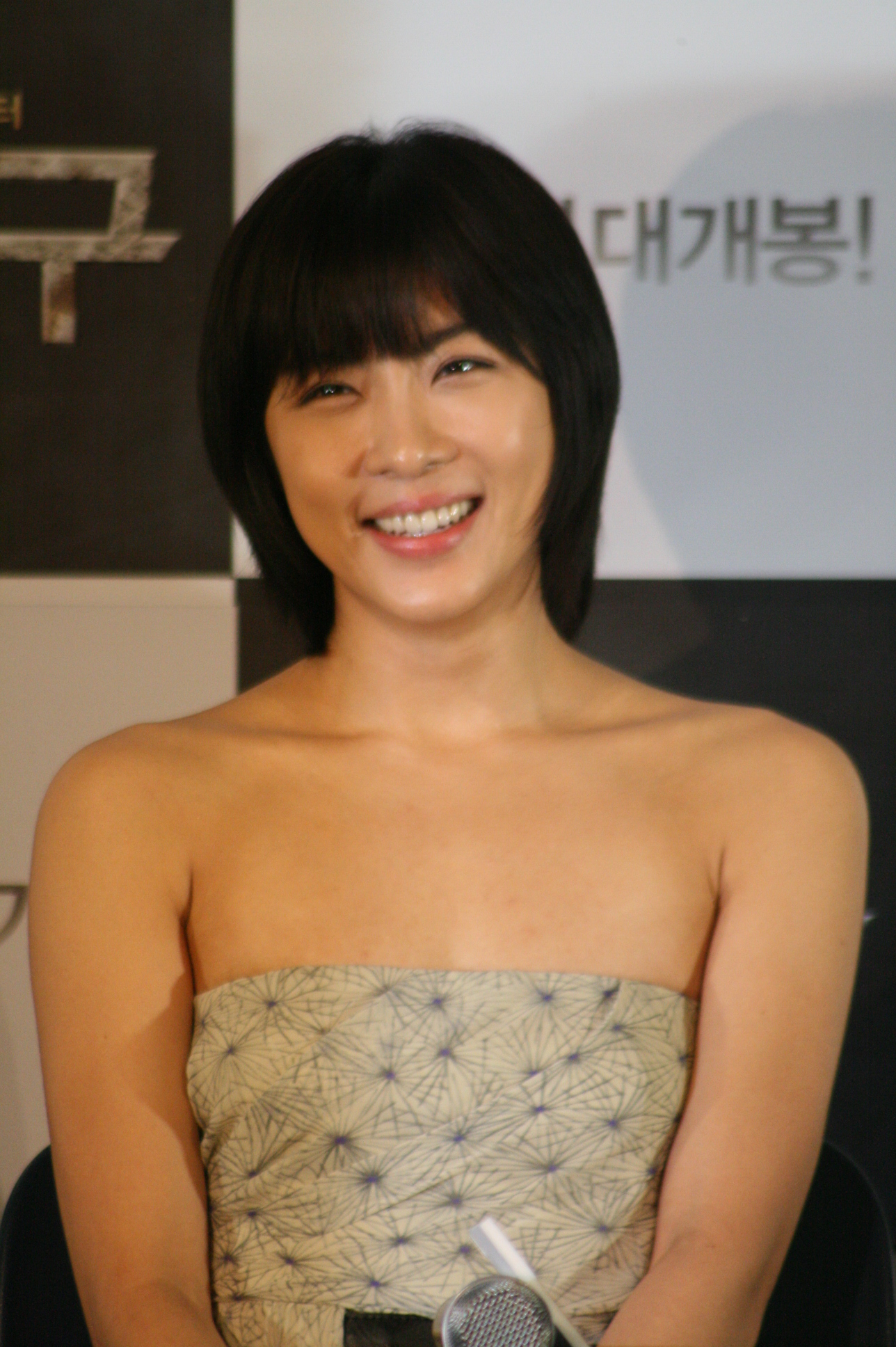
Ha Dzsivon (Ha Ji-won) számos népszerű sorozat sztárja, például a Hvang Dzsini (Hwang Jini)é vagy a Secret Gardené.

A koreai televíziós sorozatokat általában egy rendező és egy forgatókönyvíró viszi végig, ezzel meghatározva a dorama stílusát és nyelvezetét; ellentétben például az amerikai sorozatokkal, ahol sokszor több író és rendező dolgozik, ami egyes epizódokban ki is ütközik, a nyelvezet vagy a rendezési technikai különbségei miatt. A sorozatok sokáig jellemzően egy évadosak voltak, 12-24 egyórás részből álltak. A történelmi sorozatok (szaguk (sageuk)) között vannak hosszabbak, 50-200 részesek is, de jobbára ezek is egy évadosak. 
A 2020-as években a streaming platformoknak, különösen a Netflixnek köszönhetően egyre több rövid formátumú koreai sorozat születik, melyek 6-12 epizódosak, a korábban szokásos 16-24 epizód helyett. Ugyancsak ennek köszönhető, hogy egyre több sorozathoz készül második, vagy akár harmadik évad is.

### Szaguk(Sageuk)történelmi sorozatok
A történelmi sorozatok hagyományosan hosszúak, részletesen kidolgozottak, archaikus nyelvezetűek, háborúkra, királyokra, híres tábornokokra, palotabeli intrikákra, politikai összeesküvésekre koncentrálnak. Ezeket jobbára az idősebb korosztály kedveli. A 2000-es évek elején megszületett azonban a „fúziós szaguk (sageuk)”, ami a színes történelmi hátteret a modern doramavezetési technikákkal ötvözi, keveri akár a fantasyvel, a romantikával, az akcióval vagy a sci-fivel, és inkább a fiatal korosztályt vonzza. A híres és sikeres fúziós szaguk (sageuk)ok közé tartozik például a Ho Dzsun (Heo Jun), a Tamo (Damo), a Hvang Dzsini (Hwang Jini), A palota ékköve, A királyi ház titkai, a Cshuno (Chuno), a Moon Embracing the Sun, A császárság kincse, a Mr. Sunshine, vagy a Six Flying Dragons.

### Kortárs időkben játszódó sorozatok
A kortárs időkben játszódó koreai doramák a hagyományos televíziós sorozatokkal ellentétben általában egy évadosak, 12-24 részből állnak, melyek leginkább egyórásak. Általában szerelmi történetet mesélnek el, központi elem a család, az emberi kapcsolatok, de nincsenek bonyolult cselekményszálak és rejtett üzenetek, mint például a japán doramákban. Cselekményükben gyakran hagyatkoznak váratlan balesetekre, halálos betegségekre, a történet előremozdítása érdekében. A szereplők is jórészt idealizáltak, a koreai doramák férfi főszereplőinek többsége jóképű, intelligens, érzékeny, nem fél felfedni az érzelmeit, és egy életen át képes szeretni egy nőt. A doramák népszerűségéhez a női közönség körében ez is hozzájárult, mivel a koreai férfi imidzse így eltér a többi ázsiai férfiétól (például a kínai harcművészeti filmek kemény főhőseitől).
Ugyancsak a kortárs sorozatokhoz tartoznak a napi epizódokkal jelentkező, szappanoperához hasonló „napi doramák”. Ezek több cselekményszálon futó, jobbára 5–12 hónapig vetített, egy évados sorozatok, általában családi konfliktust, családi kapcsolatokat bemutató alkotások, melyekben főszerepet kap a koreai nő, aki feláldozza magát a családi boldogság érdekében.
A nemzetközi rajongók körében igen népszerű sorozatok közé tartozik a kortárs doramák közül például a Winter Sonata, a My Lovely Sam Soon, a The 1st Shop of Coffee Prince, a Full House, a Boys Over Flowers, az Iris, a Secret Garden, a My Love from the Star, a Healer, a Descendants of the Sun, a Guardian: The Lonely and Great God vagy épp a Netflix 2021-es szenzációja, a Nyerd meg az életed.

## Története

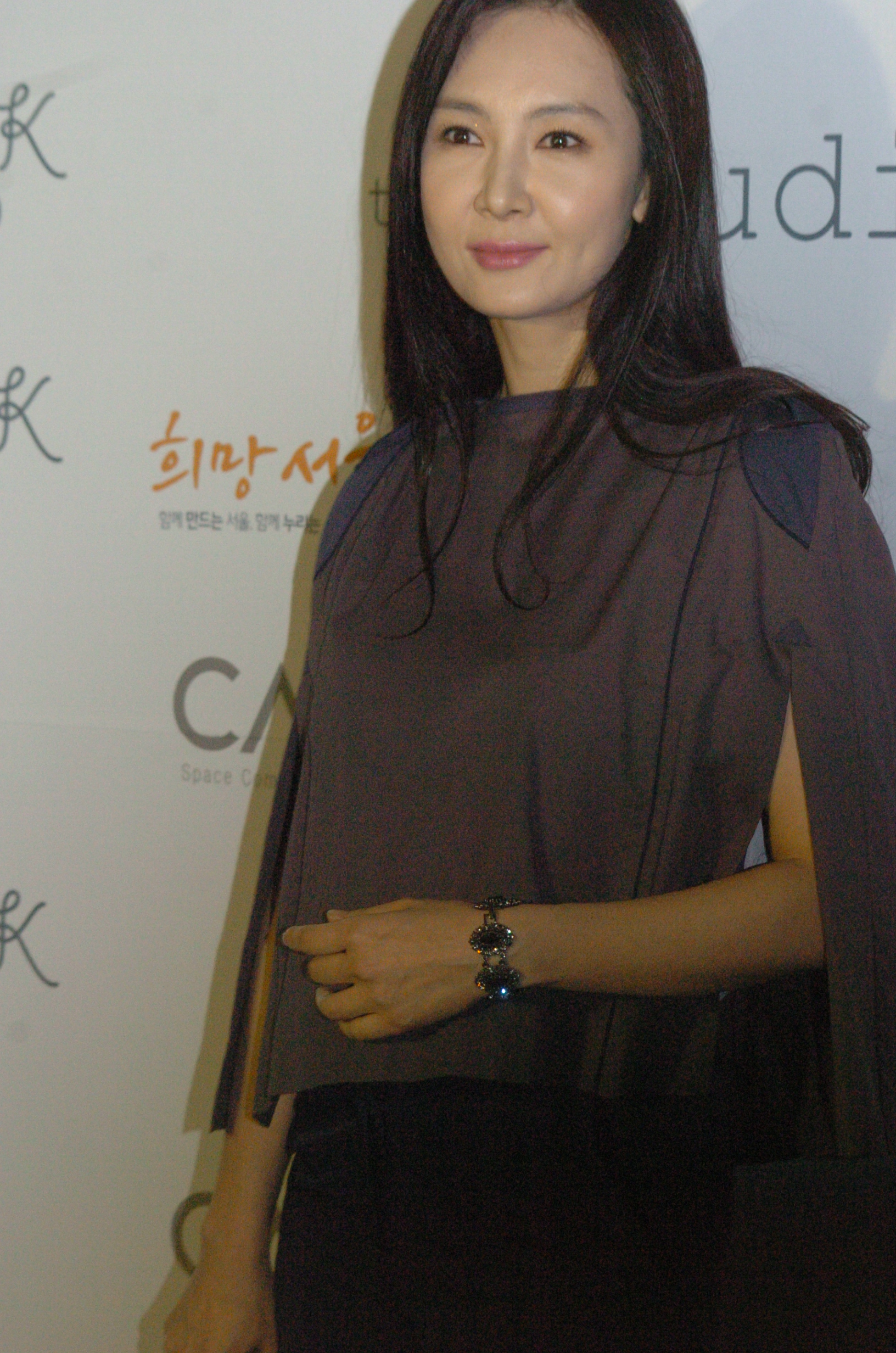
Cshe Sira (Chae Si-ra), az Eyes of Dawn főszereplőnője

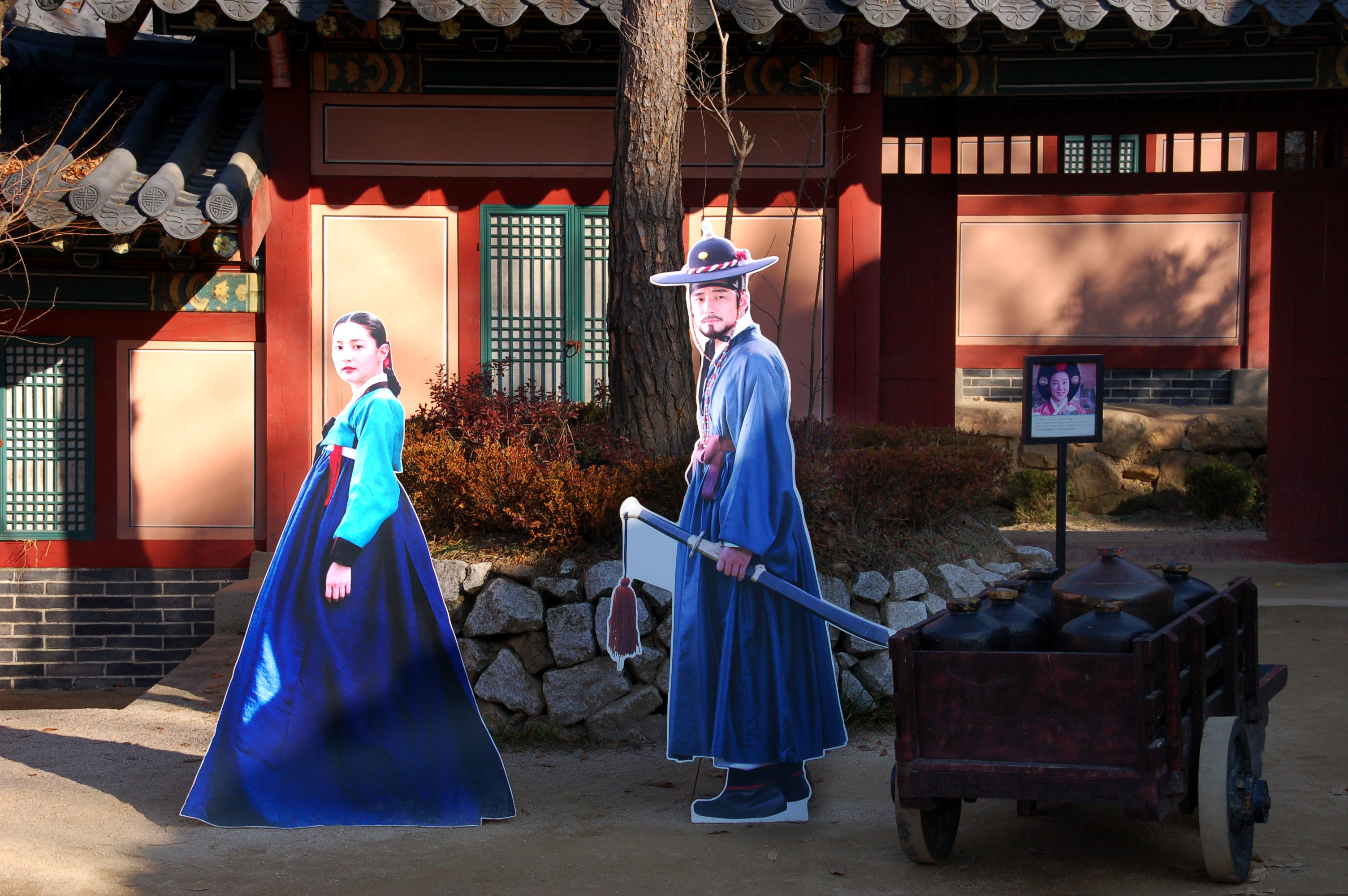
A palota ékköve díszleteiből szabadon látogatható élményparkot építettek Kjonggi (Gyeonggi) tartományban

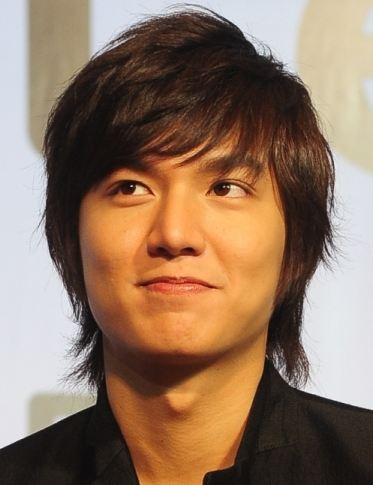
I Minho (Lee Minho) a Boys Over Flowersnek köszönhetően vált szupersztárrá

Bár a mai értelemben vett „trendi” doramákat az 1990-es években kezdték el gyártani, a technológia fejlődésnek, a kereskedelmi televíziótársaságok megjelenését követő versenyhelyzetnek és a cenzúra lazulásának köszönhető szemléletváltás következtében, televíziós sorozatokat korábban is forgattak Dél-Koreában.
A televíziózás kezdete az országban a HLKZ-TV kísérleti csatorna 1956-os indulásához köthető, ami azonban nem sokkal később megszűnt egy tűz következtében. 1961-ben elindult az első, nemzeti televíziócsatorna, a KBS. A legelső tévéfilm a HLKZ-TV nevéhez fűződik, a 15 perces The Gate of Heaven (Cshongugi mun (Cheongugui mun), 천국의 문).
Az első televíziós sorozatot a KBS tűzte műsorra 1962-ben. A közszolgálati televízió kereskedelmi vetélytársa, a TBC agresszívabb műsorpolitikát folytatott és igen megosztó televíziós sorozatokat is gyártott. Az első történelmi televíziós sorozat, azaz szaguk (sageuk), a Kuktho malli (Gukto manri) (국토만리) Kim Dzsehjong (Kim Jae-hyeong) (김재형) rendezésében, mely a Kogurjo (Goguryeo) királyság idejében játszódott. A 60-as években a televíziókészülék jóformán csak a tehetősebbek számára állt rendelkezésre, így a sorozatok sem jutottak el szélesebb közönséghez.
Az 1970-es években a televíziókészülékek terjedésével a tévésorozatok száma is megnőtt, a 60-as évek trendjével ellentétben a drámai történelmi személyek helyébe nemzeti hősöket tettek, mint például I Szunsin (Lee Sun-shin) vagy Szedzsong (Sejong) király. A kortárs sorozatok esetében leginkább az egyéni szenvedésekre koncentráltak, befolyásos alkotás volt Kim Szuhjon (Kim Soo-hyun) (김수현) Szeomma (Saeeomma) (새엄마 , „Mostoha”) című sorozata, melyet az MBC csatorna vetített 1972–73-ban. Technológia és pénz hiányában a koreai televíziók nem gyártottak olyan költséges műfajú sorozatokat, mint az akció vagy a sci-fi, ezen műfajokban jórészt külföldi (amerikai) sorozatok futottak.
Az 1980-as évek drámai fordulatot hoztak a televíziózásba, ahogy a színes tévékészülékek is elérhetővé váltak. A modern drámák egy részével jobbára nosztalgiát próbáltak ébreszteni a gyorsan urbanizálódó országban a vidéki élet iránt. A korszak meghatározó sorozataként tartják számon Kim Szuhjon (Kim Soo-hyun) forgatókönyvírónő első igazi áttörő sikerét, az MBC-n 1987-ben vetített Love and Ambitiont (Szaranggva jamang (Saranggwa yamang), 사랑과 야망), ami a nézők 78%-át ültette a képernyők elé, kiürítve ezzel az utcákat. A kor legkiemelkedőbb szaguk (sageuk) klasszikusa a Csoszonvangdzso 500 njon (Joseonwangjo 500 nyeon) (조선왕조500년, „Csoszon ötszáz éve”) című sorozat volt, mely nyolc évig futott, 11 különálló sorozattal. A 2000-es évek egyik legnagyobb nemzetközi sikerét, A palota ékkövét is jegyző I Bjonghun (이병훈, Lee Byung Hoon) készítette.
Az 1990-es évek újabb fordulatot jelentett a koreai sorozatgyártás számára. A technológia fejlődésével új lehetőségek nyíltak, valamint 1990-ben megjelent a piacon egy új kereskedelmi televízió, az SBS, ami újra felszította a nézőkért folyó versengést a csatornák között. Az első igazi kasszasiker koreai tévésorozat az Jomjongi nundongdzsa, 여명의 눈동자) volt, amelyet 1991-ben tűzött műsorra az MBC Cshe Sira (Chae Si-ra) (채시라) és Cshö Dzseszong (Choi Jae-seong) (최재성) főszereplésével. A sorozat nehéz és zavaros időkön keresztül követi a főszereplőket a japán megszállástól a koreai háborúig. Az egyik legnagyobb sikert a legfiatalabb csatorna, az SBS Sandglass című „trendi doramája” aratta 1995-ben, mely a KOCIS szerint „átírta a koreai televíziózás történetét”, új doramaformátumot termetve Koreában. Ebben az időszakban vált normává a koreai sorozatgyártásban a 12–24 részes „minisorozat” formátuma. A 90-es években indult meg a koreai sorozatok intenzív exportja, főképp ázsiai országokba, elindítva a koreai hullámot.
A koreai doramák számára a nemzetközi áttörést a 2002-ben vetített Winter Sonata jelentette, amelyet Japánon kívül Tajvanon, Thaiföldön és a Fülöp-szigeteken is nagy sikerrel vetítettek. A koreai doramák úgynevezett „második hullámáért” a 2009-es Boys Over Flowers című sorozat felelős. A 2010-es évek egyik legsikeresebb doramaexportja a 2014-ben befejezett My Love from the Star, amely minden idők legdrágábban eladott koreai sorozata volt a kínai piacon. A 2000-es évek elején született meg a „fúziós szaguk (sageuk)” műfaja, ami megváltoztatta a történelmi sorozatok műfaját Koreában, olyan művekkel, mint a Ho Dzsun (Heo Jun), a Tamo (Damo) vagy A palota ékköve.
A KOCIS szerint a digitális korszakba lépés, a videomegosztó felületek és a közösségi oldalak elterjedése nagyban hozzájárult a koreai sorozatok növekvő nemzetközi népszerűségéhez. Egyes sorozatokat a tévécsatornák maguk is megosztanak a YouTube felületén angol felirattal, de kifejezetten online terjesztése specializálódott oldalak is megjelentek, mint a DramaFever vagy a Viki, amelyek legálisan, szerződés alapján közlik le a koreai sorozatokat, többnyelvű felirattal.
A Netflix A 2010-es évek végén kezdett el befektetni eredeti koreai tartalmak gyártásába, az első saját gyártású televíziós sorozatuk A királyság titkai című zombisorozat volt 2019-ben. A platform 2021-ben bejelentette, hogy 500 millió dollárt fektet koreai tartalom készítésébe, miután több nagyobb sikert is elértek ezen a téren. A királyság titkai mellett globális sikert aratott például a Sweet Home című sorozat, melyet világszerte 22 millió háztartásban néztek. 2021 szeptemberében a Nyerd meg az életed lett az első koreai sorozat, melynek sikerült a Netflix heti tízes toplistáját vezetni globálisan, beleértve az Egyesült Államokat is. A koreai tartalmak globális sikerét látva más streamingplatformok, például a Disney+ és az Apple TV+ is elkezdték a saját koreai tartalmaikat fejleszteni.

## Gyártása
A koreai sorozatokat eleinte a televíziótársaságok maguk gyártották, a 21. században azonban jobbára független produkciós cégek készítik őket megrendelésre. A 2012-ben műsorra került sorozatok 75%-át készítették produkciós cégek. A verseny közöttük igen éles, 2012-ben 156 ilyen vállalat volt hivatalosan regisztrálva, ezek közül 34 gyártott olyan sorozatot, ami képernyőre is került.

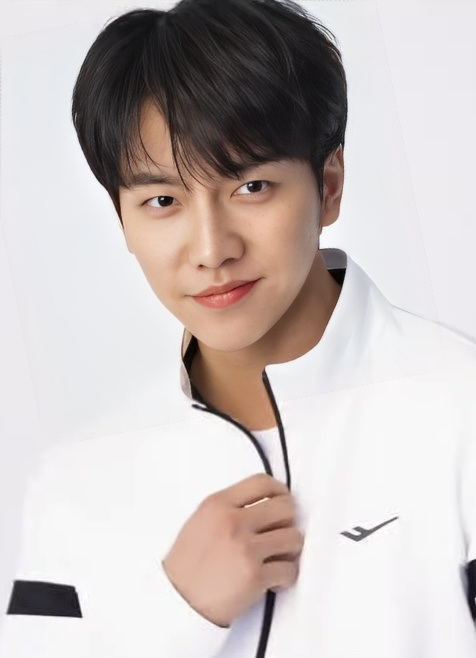
I Szunggi (Lee Seung-gi), a Gu Family Book főszereplője top sztárnak számít

A sorozat forgatásának költségei megoszlanak a csatorna és a gyártó között. A csatorna általában a költségek 50%-át állja, ha nagyon híres sztárokat vagy írót alkalmaznak, akkor esetleg többet is. A maradékot a gyártó szponzorok segítségével fedezi, akiknek neve az epizód legvégén jelenik meg a képernyőn. A termékelhelyezéses támogatók esetén a bevételt a csatorna és a gyártó cég megosztja. A csatorna az epizód vetítése közbeni reklámidő bevételének 100%-át kapja meg, ami elérheti akár a 300-400 millió vont (65-87 millió forintot) is. Egy átlagos dorama forgatási költsége epizódonként 250 millió von (kb. 55 millió forint), egy szaguk (sageuk) ennél jóval több pénz emészt fel, a Gu Family Book például 500 millió vonba (110 millió forint) került epizódonként. A nézettségi szempontból bukásnak számító Faith című történelmi sorozat mintegy 10 milliárd vonos (2,1 milliárd forintos) összköltségét például a gyártó cégnek nem sikerült kifizetnie, ami miatt Kim Dzsonghak (Kim Jong-hak) rendező-producer, aki korábban olyan sikeres sorozatokat készített, mint az Eyes of Dawn vagy a Sandglass, öngyilkos lett, miután sikkasztással és fizetési kötelezettség nem teljesítésével vádolták meg.
Egy sorozat készítési költségének nagy részét a híres sztárok fizetésére költik. Nem ritka, hogy a főszereplők gázsija a költségvetés 55-65%-át teszi ki, míg Japánban 20-30%-át, Amerikában pedig 10%-át. Minden egyebet, beleértve a mellékszereplők, statiszták és a technikai személyzet bérét, a helyszínek bérleti díjait és egyéb költségeket a maradékból kell fedezni. Előfordul, hogy a fizetésekre már nem marad pénz, ami miatt 2012-ben például színészek tüntettek a KBS televízió székháza előtt. A top sztárokat kivéve a sorozatokban játszó színészek csak azután kapják meg a fizetésüket, miután az utolsó részt is levetítették. A kisebb produkciós cégek által kábeltelevíziók számára forgatott sorozatok esetében előfordult már, hogy mire a színészek kifizetésére került volna a sor, a gyártó cég csődöt jelentett és eltűnt, a tévécsatornák azonban a gyártóra hárították a felelősséget. A legnagyobb sztárok akár 100 millió vont (22 millió forintot) is elkérnek részenként, Pe Jongdzsun (Bae Yong-jun), a Winter Sonata sztárja 250 millió vont (55 millió forintot) vihetett haza a 2007-es The Legend című sorozat minden egyes részéért.

### Forgatás

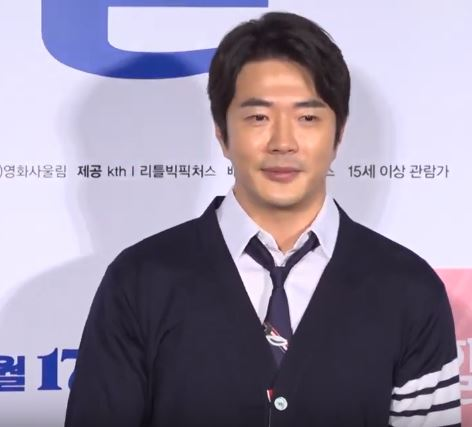
Kvon Szangu (Kwon Sang-u), a Queen of Ambition főszereplője

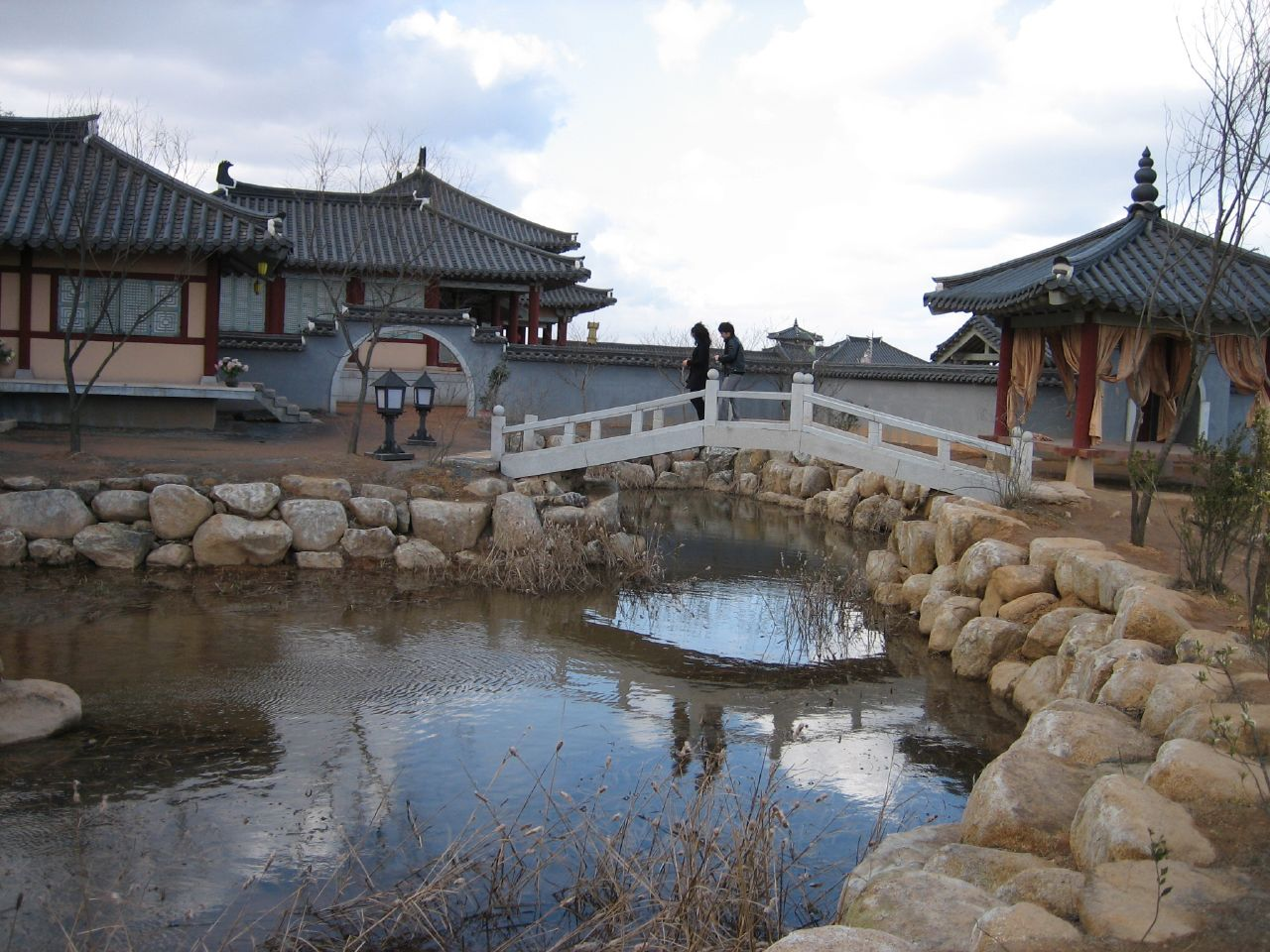
Yongin MBC Daejanggeum Park

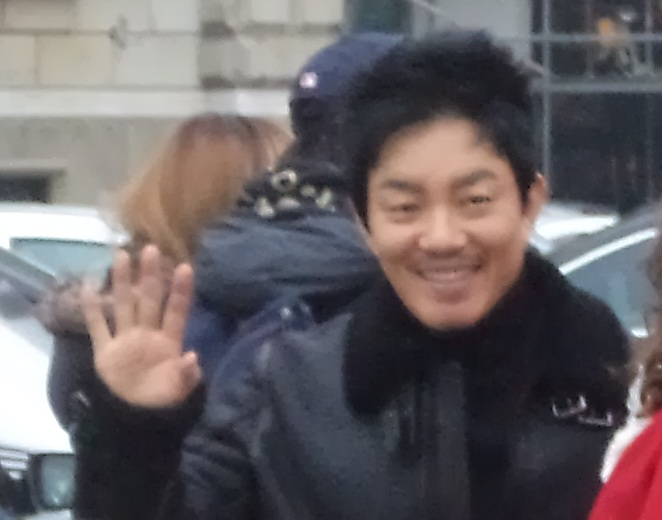
I Bomszu (Lee Beom-su) az Iris 2 forgatásán Budapesten

A sorozatok magas költségei miatt a lehető legrövidebb időn belül kívánják a gyártó cégek leforgatni a részeket. Más országok gyakorlatával ellentétben a sorozatoknak legfeljebb az első négy részét forgatják le előre, a többit folyamatosan, a részek adásba kerülése előtt közvetlenül. A forgatókönyv nincs előre végig megírva, a nézettség és a nézők reakciói alapján folyamatosan változtatják, gyakran egy-két órával az aznapi forgatás előtt kapja meg a stáb, néha oldalanként. A stáb három operatőrcsapattal dolgozik, akik váltják egymást a nap 24 órájában. A hektikus forgatókönyvírás miatt a főszereplők gyakorlatilag állandó jelleggel a forgatás helyszínén tartózkodnak, a mellékszereplőknek is folyamatosan készenlétben kell lenniük, függetlenül attól, hogy aznap épp van-e jelenetük. Legtöbbször a színészeknek nincs lehetőségük hazamenni és pihenni, a sorozat forgatásának ideje alatt jobbára a helyszínen alszanak egy-egy órát a jelenetek között, a díszletben, kényelmetlen pozíciókban, amire a koreai filmiparnak külön kifejezése is van, a ccsok-csam (jjok-jam) (쪽잠). Egy héten két epizódot adnak le a csatornák, ezeket egy hét alatt kell leforgatni. Gyakori látvány a koreai forgatásokon az infúziós állvány.
A gyártók régebben két kazettát küldtek a csatornának a résszel (az egyiket biztonsági másolatként), ma a szoros forgatási idők miatt egy 70 perces epizódhoz akár hét kazettát is küldenek, tízperces részletekben, éppen ahogy elkészül az aktuális részlet, néha még az epizód vetítése közben is dolgoznak valamelyiken, így történhetett meg például, hogy a Man from the Equator című 2012-es sorozat 19. részének adásba kerülésekor tíz percre elsötétült a képernyő. A Queen of Ambition forgatáskor Kvon Szangu (Kwon Sang-u) arról panaszkodott, hogy az utolsó rész adásba kerülése előtt 30 perccel még forgatta az epizódot. A számítástechnikailag igen fejlett Dél-Koreában a produkciós cégek kézzel készítik a forgatási menetrendet, a színészek forgatási rendjét és a költségvetést is.
A normál stúdióépületek mellett az MBC-nek és a KBS-nek saját, történelmi díszleteket tartalmazó forgatási helyszíne van a szaguk (sageuk)ok forgatásához. Az MBC történelmi sorozatait a Yongin MBC Daejanggeum Park stúdióban forgatják Kjonggi (Gyeonggi)ban, a KBS sorozatait 2000 óta a Mungjongszedzse (Mungyeongsaejae) KBS-stúdióban (문경새재 KBS촬영장), Észak-Kjongszang (Gyeongsang) tartományban készítik, valamint a szuvoni (suwoni) stúdióban.

#### Magyarországon forgatott koreai sorozatok
Az egzotikus helyszíneken való forgatás a 2000-es években elfogadottá vált a koreai sorozatgyártásban. Magyarországon is forgattak már több doramát, az első az Iris volt, melynek hazai gyártását a Mafilm és az Eurofilm végezte. Folytatását, az Iris II-t szintén Budapesten kezdték el forgatni 2012 novemberében. 2014 márciusában az I Dzsongszok (Lee Jong-seok) főszereplésével készült Doctor Stranger című sorozathoz vettek fel jeleneteket a fővárosban. 2016-ban a Man to Man sorozat egyes elemeit forgatták Budapesten. 2018-ban a Memories of the Alhambra egyes jelenteit vették fel Budapesten.

## Stáb

### Színészek

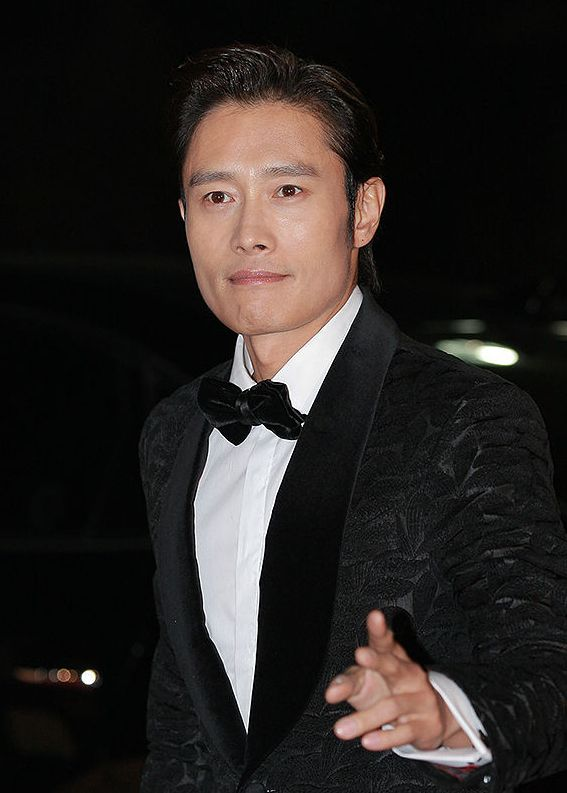
I Bjonghon (Lee Byeong-heon)

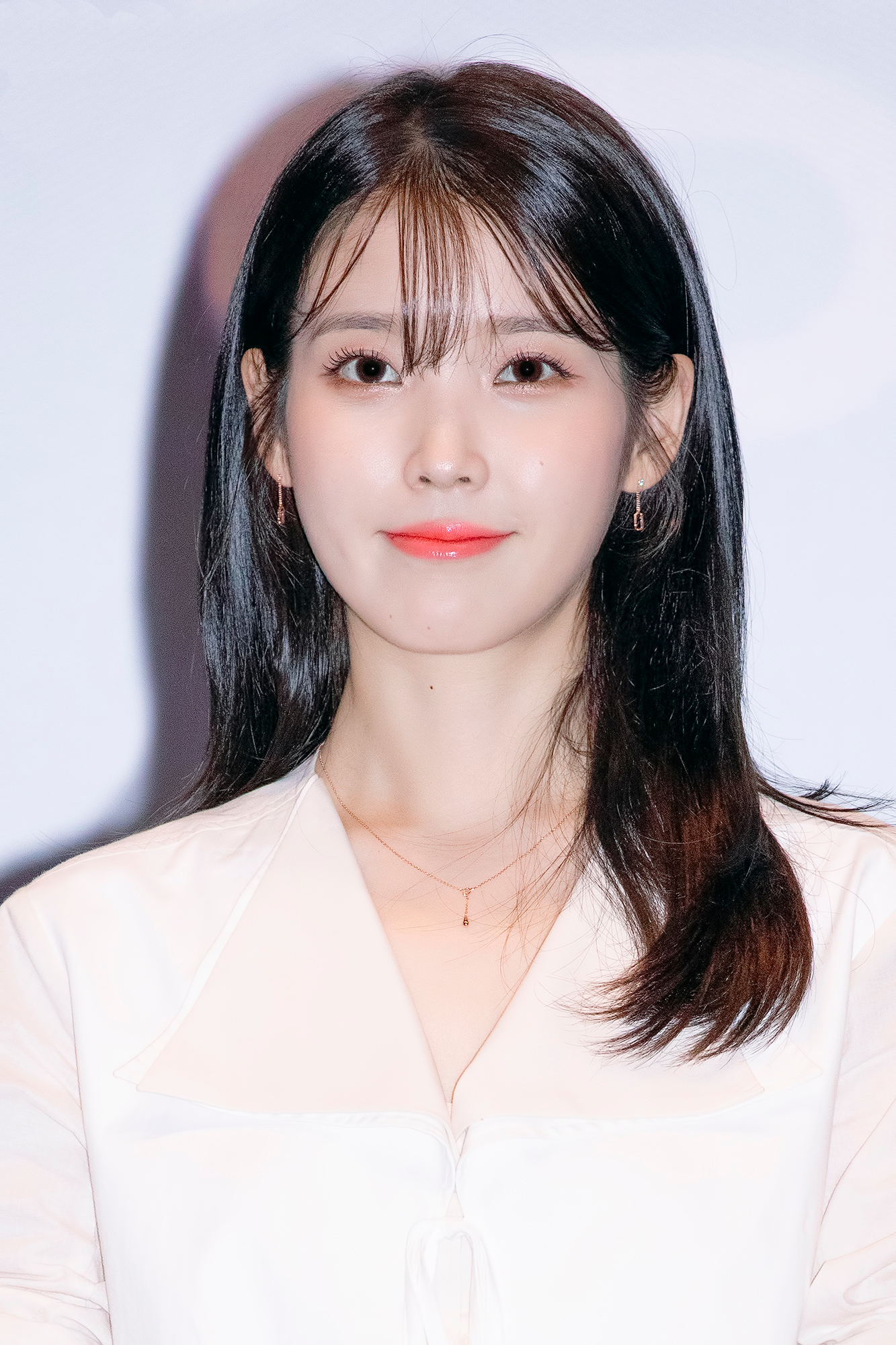
IU

A koreai doramák főszereplői közül többen a koreai hullám hatására igen népszerűvé váltak Dél-Koreán kívül is, főképp az ázsiai országokban. Az első hullámmal olyan színészek lettek nemzetközi sztárok, mint:
- Cshö Dzsiu (Choi Ji-woo) (Winter Sonata)
- Ha Dzsivon (Ha Ji-won) (Hvang Dzsini (Hwang Jin-yi), Tamo (Damo), Secret Garden)
- Hjon Bin (Hyun Bin) (My Lovely Sam Soon, Secret Garden)
- I Bjonghon (Lee Byeong-heon) (All In, Iris)
- I Dzsungi (Lee Jun-gi) (Ildzsime (Iljimae), Two Weeks, Arang and the Magistrate)[59]
- I Jonge (Lee Young-ae) (A palota ékköve)
- Kim Thehi (Kim Tae-hee) (Stairway to Heaven, Iris)[60]
- Pe Jongdzsun (Bae Yong-joon) (Winter Sonata)
- Szong Hjegjo (Song Hye-gyo) (All In, Autumn in My Heart, Full House)
- Szong Szunghon (Song Seung-heon) (Autumn in My heart, My Princess)

A fiatalabb generáció sztárjai közé tartozik:
- Csang Gunszok (Jang Geun-seok) (Beethoven Virus, You’re Beautiful)
- I Minho (Lee Minho) (Boys Over Flowers, City Hunter, The Heirs)[61]
- I Szunggi (Lee Seung-gi) (Kugai szo, The King 2 Hearts)[60]
- Kim Szuhjon (Kim Soo-hyun) (Moon Embracing the Sun, My Love from the Star)
- Pak Sinhje (Park Shin-hye) (You're Beautiful, The Heirs)[62]
- Szong Dzsunggi (Song Joong-gi) (Sungkyunkwan Scandal, The Innocent Man)[60]

A 2000-es években gyakorlattá vált a koreai sorozatgyártásban K-pop-idolok szerepeltetése. A színészettel foglalkozó popénekesek megítélése vegyes, többük azonban elismert és sikeres lett ebben a szakmában is, például:
- Bae Suzy (Dream High, Gu Family Book)
- IU (You’re the Best, Lee Soon-shin, Pretty Man)
- Kim Dzsedzsung (Kim Jae-joong) (Protect the Boss, Triangle)[64]
- Kim Hjondzsung (Kim Hyun-joong) (Boys Over Flowers, Playful Kiss, Inspiring Generation)
- Pak Jucshon (Park Yoo-chun) (Sungkyunkwan Scandal, Missing You, Rooftop Prince)
- Rain (Full House, The Fugitive: Plan B)
- Szo Inguk (Seo In-guk) (Reply 1997, Master’s Sun)

A koreai színészek közül Han Szujon (Han Soo-yeon) rendelkezik folyékony magyar nyelvtudással.

### Rendezők és forgatókönyvírók

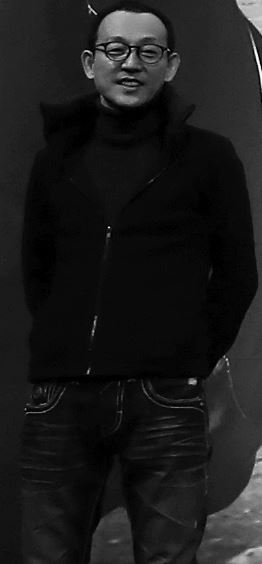
Phjo Minszu (Pyo Min-su)

A koreai doramák forgatókönyvírói és rendezői gyakran ugyanolyan ismertek, mint a színészek. A forgatókönyvírók nagy része (a Beijing Metro Reader értesülései szerint 90%-uk) nő, akik nem csak szerelmi történeteket, de akciósorozatokat is írnak. A koreai filmiparral összehasonlítva a tévés szakma sokkal vonzóbb a forgatókönyvírók számára, magasabbak a fizetések, nagyobb az elismertség, jobbak a szerződési feltételek, az igazán híres forgatókönyvírók pedig komoly befolyásoló erővel bírnak a szakmában. A legismertebbek közé tartoznak a Hong nővérek, akik olyan népszerű sorozatokat írtak, mint a You’re Beautiful és a Master’s Sun; Kim Unszuk (Kim Eun-suk), a Lovers in Paris vagy a Secret Garden írónője; I Gjonghi (Lee Kyung-hee), az A Love to Kill és a The Innocent Man írónője; Cshö Vangju (Choi Wan-gyu), a Midas, a Triangle írója; No Higjong (No Hui-gyeong), a That Winter, The Wind Blows írónője; Pak Csiun (Park Ji-eun), a My Love from the Star és a My Husband Got a Family írónője.
Az igen elismert rendezők közé tartozik I Bjonghun (Lee Byeong-hun), A palota ékköve, A korona hercege rendezője; Kim Dzsonghak (Kim Jong-hak), az Jomjongi nundongdzsa, a Sandglass rendezője, aki 2013-ban öngyilkosságot követett el; Phjo Minszu (Pyo Min-su), a Full House, az Iris II rendezője. Míg a forgatókönyvírók között sok a nő, női rendezőből jóval kevesebb van a koreai televíziózásban. I Nadzsong (이나정, Lee Na-jeong) kiemelkedőbb munkái közé tartozik a The Innocent Man, I Jundzsong (이윤정, Lee Yun-jeong) legismertebb sorozata pedig a The 1st Shop of Coffee Prince. I (Lee) az MBC csatorna első női producere. A nagy sikerű A maffia ügyvédje című sorozatot, valamint a kritikai sikert aratott A három testvért Kim Hivon (Kim Huiwon) rendezte.

## Zene

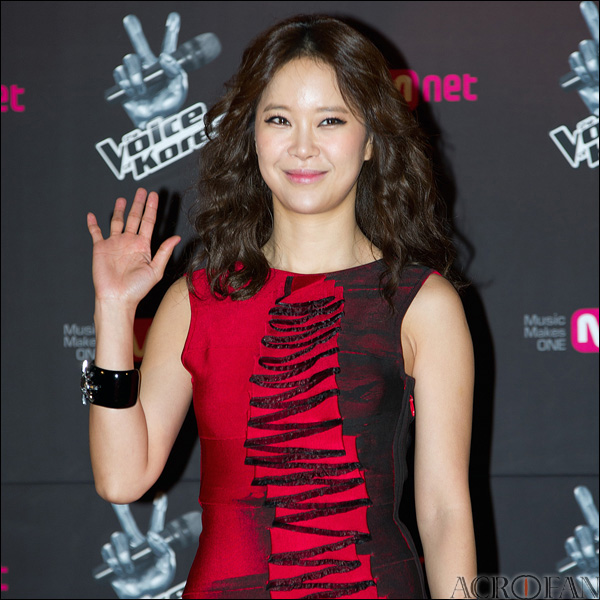
Pek Csijong (Baek Ji-young)

A koreai sorozatokban fontos szerepet játszik a zene, melyet közkeletűen OST-nek (original soundtrack) neveznek. A sorozatokhoz külön készítenek betétdalokat és az amerikai sorozatokkal ellentétben a rajongóknak igényük van arra, hogy hivatalosan kiadott filmzenei album formájában beszerezhetőek legyenek a betétdalok. Ez a gyakorlat az 1990-es években alakult ki, amikor a sorozatok producerei az instrumentális zenéket lecserélték népszerű K-pop-énekesek által előadott dalokra. Tom Larsen, a koreai sorozatok amerikai disztribútorának, a YA Entertainmentnek az igazgatója szerint a koreai OST-k zeneileg elég kifinomultak ahhoz, hogy önállóan is megállják a helyüket.
A 2000-es évtized végén szokássá vált, hogy a sorozatok főszereplői maguk is énekelnek fel betétdalokat, különösen mivel a sorozatokban egyre többször szerepelnek popsztárok. A Boys Over Flowers-höz I Minho (Lee Min-ho) színész és Kim Hjondzsung (Kim Hyun-joong) énekes is vett fel egy-egy dalt, a You’re Beautifulhoz pedig Csang Gunszok (Jang Geun-seok) színész és I Honggi (Lee Hong-gi), az F.T. Island énekese.
Egy-egy népszerű dorama betétdala, zenei albuma is igen keresetté szokott válni, sokszor a hagyományos popslágerlisták élére is felkerülnek és mind a fizikai lemezek, mind a digitális kiadványok kiemelkedő eladási adatokat mutatnak. A Secret Garden sorozat albumának minden dala magas digitális eladási adatokkal büszkélkedhetett és a slágerlistákon is kiemelkedően szerepelt. A My Love from the Star filmzenéje a sorozathoz hasonlóan hatalmas siker volt, Lyn My Destiny című dala vezette a slágerlistákat Koreán kívül Hongkongban és Tajvanon is, de más ázsiai listákon is jól szerepelt. Utóbbi dal a 2014-es koreai filmes Paeksang Arts Awards díjkiosztón a legjobb betétdal díját is elnyerte. Az Iris című akciósorozat kapcsán Japánban két koncertet is adtak a betétdalok előadói, 60 000 fős közönség előtt.
Az OST zeneszerzője általában olyan énekeseket keres, akik korábban már sikerre vittek betétdalokat. A dalokat a sorozat hangulatához írják, és a szerkezetük, jellegük más, mint egy átlagos K-pop-dalé, könnyen felismerhető tulajdonságokkal rendelkeznek. Az előadók szívesen énekelnek betétdalokat, mivel ezekkel ugyanúgy slágerlistára lehet kerülni és lemezt eladni. Időnként előfordul, hogy az énekes maga ad dalt a sorozathoz, például a Secret Garden That Man című betétdalát Pek Csijong (Baek Ji-young) a saját albumára szánta, de úgy érezte, nagyon jól illene a sorozathoz. Vannak népszerű, sokat invitált OST-énekesek, ilyen Lyn, Pek Csijong (Baek Ji-young) vagy I Szungcshol (Lee Seung-cheol). Ritkán, de előfordul, hogy külföldi énekes adja elő egy-egy sorozat betétdalát, a svéd Lasse Lindh például az Angel Eyes, a Soul Mate és az I Need a Romance című doramákhoz énekelt fel dalokat.

## Hatása és megítélése

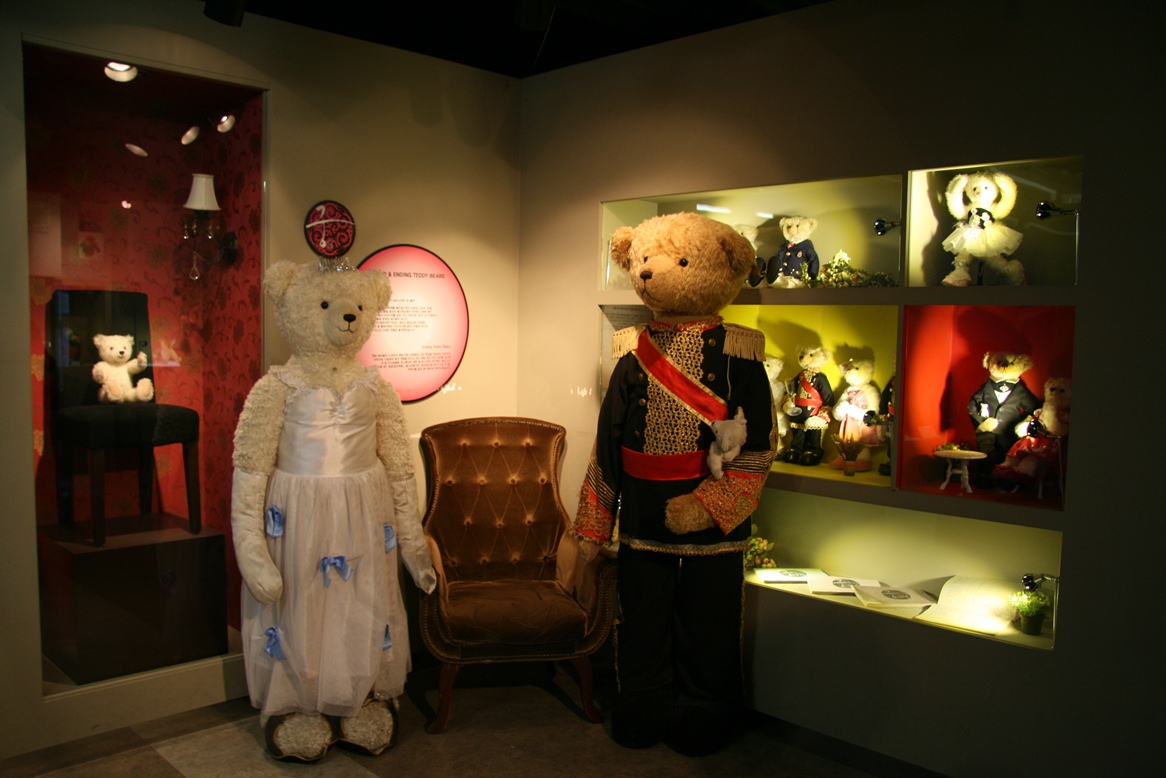
Princess Hours-mackókiállítás az N Seoul Tower-ben

A koreai televíziós sorozatok népszerűségének oka a Bécsi Egyetem kutatója szerint abban rejlik, hogy a sorozatok a konfuciuszi értékrend közvetítői, amellyel az ázsiai lakosság többsége azonosulni tud. Fontos szerepet játszik ezekben a sorozatokban az idősek tisztelete, a családközpontúság, a fiúgyermek iránti elkötelezettség és az „ázsiai morális értékek” közvetítése. A koreai doramák amerikai DVD-kiadójának, a YA Entertainmentnek a véleménye szerint vonzerejének része az operatőri munka minősége, a különleges és látványos helyszínek, a végtermék pedig „stílusos és kifinomult”. Szerintük a siker egyik kulcsa, hogy a koreai sorozatok saját formulát követnek, innovatívak és nem igazodnak a nyugati tévéfilmkészítéshez. Az amerikai Entertainment Weekly szerint a koreai doramák „magukkal ragadóak és furcsa módon megnyugtatóak”.
A koreai sorozatok hatással vannak a divattrendekre Ázsiában, Kínában például rendkívül népszerűek a Dél-Koreából importált ruhadarabok, főképp a fiatal nők körében, akik a kedvenc sorozataik főszereplőihez hasonlóan akarnak öltözködni. Ugyancsak népszerűek az olyan online áruházak, ahol pontosan olyan ruhákat lehet kapni, amilyeneket egyes színésznők bizonyos sorozatokban viseltek. A koreai sorozatok exportjából 2003-ban 37,5 amerikai millió dollár folyt be, ami több mint a triplája az 1999-es bevételnek. A Korea Creative Content Agency adatai szerint 2013-ban Dél-Korea kulturálistartalom-exportjának 82%-át tették ki a sorozatok, 167 millió dolláros bevétellel, ami tíz év alatt négy és félszeres növekedést jelent. Hongkongban a TVB televízió külön csatornát hozott létre TVB–J2 néven, amely csak koreai programokat sugároz, és a helyi ATV csatorna is a hét öt napján főműsoridőben vetít koreai sorozatokat. Hongkongban a koreai doramák népszerűsége A palota ékkövével kezdődött, amelyet a tévénézők fele követett rendszeresen.
Magyarországon 2014-ig öt koreai sorozatot vetített a Magyar Televízió, ezek A palota ékköve, A Silla királyság ékköve, A királyi ház titkai, A korona hercege és a Pasta voltak. 2016-ban a Story4 csatorna A fény hercegnője című sorozatot tűzte műsorra, a Duna TV pedig A császárság kincse című történelmi sorozatot vásárolta meg. A 2010-es évek vége óta már a Netflix kínálatában is több koreai sorozat és film található meg magyar felirattal, illetve szinkronnal is.

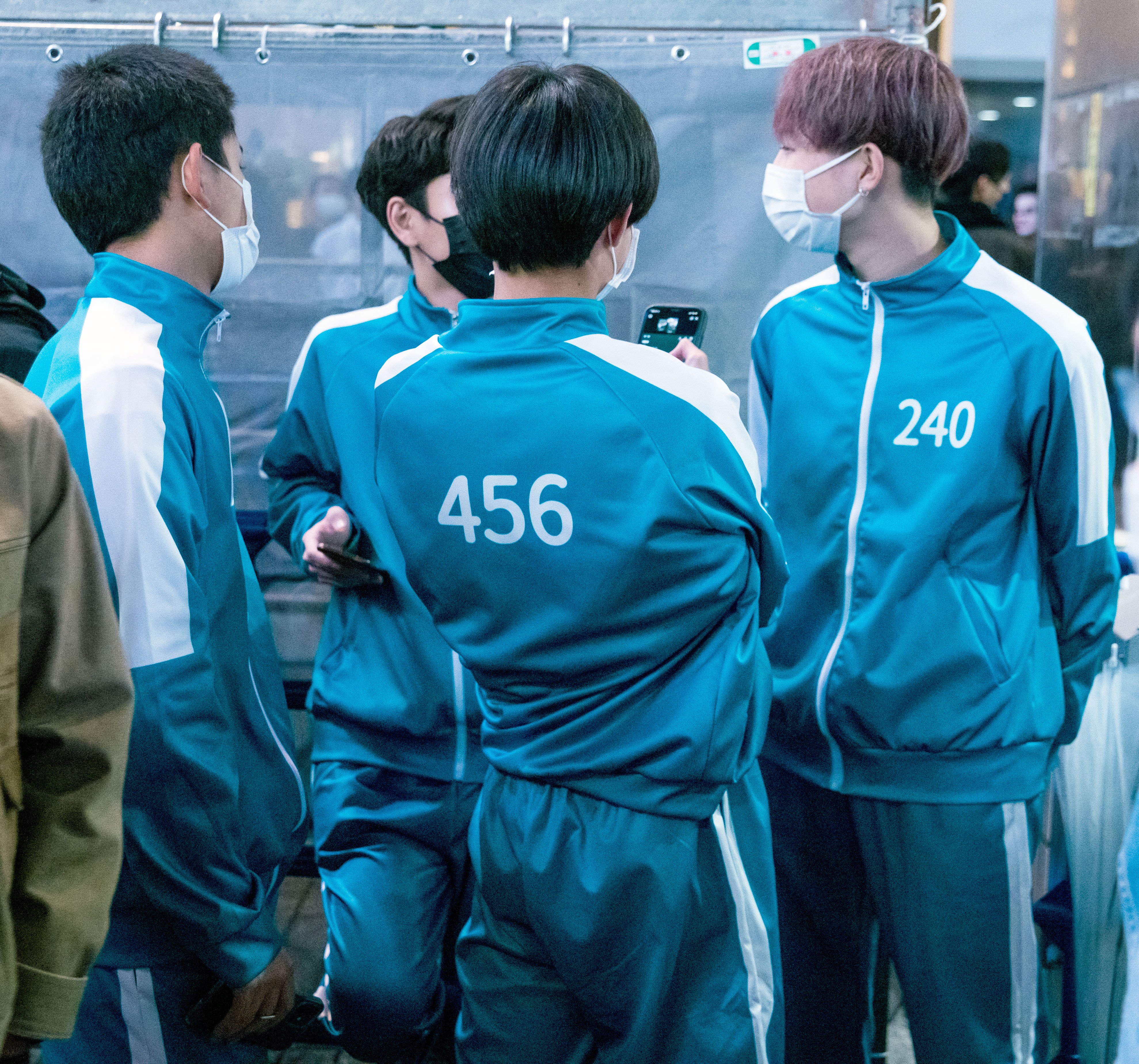
Nyerd meg az életed karaktereket cosplayelő fiatalok Japánban

2021-ben a Netflix számára készített Nyerd meg az életed az első koreai sorozat lett, melynek sikerült a streamingplatform heti tízes toplistáját vezetni globálisan, beleértve az Egyesült Államokat is. A sorozat 1,65 milliárd órányi megtekintéssel a valaha volt legtöbbet megtekintett tartalommá vált a Netflixen.
2023 első felében a Dicsőség című sorozat volt a Netflix harmadik legtöbbet megtekintett sorozata, és az egyetlen nem angol nyelvű műsor a top 10-ben.

### Kritikája

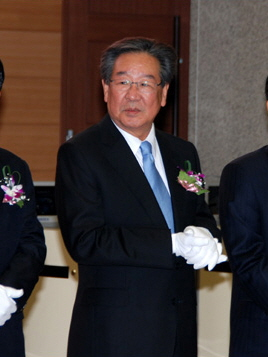
Cshö Buram (Choi Buram) veterán színész

A sorozatok forgatásával kapcsolatosan éles kritika éri a koreai szórakoztatóipart, a munkakörülményeket, beleértve a szabályozatlan munkaidőt, a fizetések elmaradását és a formális, írott szerződések hiányát. Becslések szerint évente mintegy 20 000 statiszta dolgozik a doramákon, többségüknek nincs formális szerződése az őket alkalmazó alvállalkozóval vagy a produkciós céggel, így például a forgatásokon történt balesetekért sem a gyártó cég, sem a tévécsatorna nem hajlandó vállalni a felelősséget, a betegellátást a színésznek kell fizetni.
A sorozatok minősége vegyes visszhangot vált ki. Egyes kritikusok szerint a koreai sorozatok csupán a japán és amerikai mintákat másolják. Több veterán színésznek is az a véleménye, hogy a koreai doramák színvonala, minősége csökkent a korábbi évtizedek produkcióihoz képest. Cshö Buram (Choi Buram) (최불암) szerint „a probléma gyökere abban rejlik, hogy a tévécsatornák elsődleges szempontja a nézettség. […][A] sorozatoknak jó példával kellene járnia az emberek előtt. Nem a népszerűségnek kellene az egyetlen szempontnak lennie.” I Szundzse (Lee Sun-jae) (이순재), a legendás Ho Dzsun (Heo Jun) egyik főszereplője szerint gond van a mai fiatal színészek hozzáállásával és képzettségével is. Kim Deo (Kim Dae-oh ) a Koreana magazintól élesen bírálta a sorozatok sablonos történeteit, amelyek leginkább csak a szerelemre összpontosítanak. Kim szerint a forgatókönyv állandó változtatása miatt a történet meglepő fordulatokat vehet. A Chosun Ilbo szintén a sematikus szerelmi történeteket hozza fel negatív kritikaként. Az amerikai sorozatokkal ellentétben a koreai doramák nem eseményekre, hanem érzelmekre és emberi kapcsolatokra fókuszálnak. Ugyancsak sablonos jellemző, hogy a történetet sokszor balesetek, betegségek, emlékezetvesztés viszi előre, jellemzőek a szerelmi háromszögek, a gazdag fiú–szegény lány kapcsolatok és a gengszterkarakterek gyakori használata. A The Grand Narrative szerint a koreai sorozatok jobban építenek sablonokra, mint a nyugatiak, erőteljesebben fókuszálnak a zenére és a híres színészekre. Utóbbi kritikus azt is megjegyzi, hogy idegesítőek számára a gyakran hangosan kimondott „belső monológok”, amelyeket az amerikai sorozatok „valahogy mégis nélkülözni tudnak”.
Kang Mjonggu (Kang Myeong-gu), a Szöuli Nemzeti Egyetem Ázsia-központja vezetőjének tanulmánya szerint a koreai sorozatok Ázsiában nem a magas kultúrát képviselik, Kínában a főiskolai, egyetemi diplomával rendelkezők inkább amerikai vagy japán produkciókat preferálnak, a koreai sorozatokat a kevésbé iskolázottak nézik.

## Minden idők legnézettebb koreai sorozatai
A lista az AGB Nielsen Media Research adatai alapján, a Dél-Koreában legmagasabb nézettséget elért epizódot figyelembe véve készült.

### Hagyományos televíziós csatornák
| #  | Sorozat                            | Csatorna | Nézettség | Dátum              |
| -- | ---------------------------------- | -------- | --------- | ------------------ |
| 1  | You and I                          | MBC      | 66,9%     | 1998. április 26.  |
| 2  | First Love                         | KBS2     | 65,8%     | 1997. április 20.  |
| 3  | What is Love                       | MBC      | 64,9%     | 1992. május 24.    |
| 4  | Sandglass                          | SBS      | 64,5%     | 1995. február 6.   |
| 5  | Ho Dzsun (Heo Jun)                 | MBC      | 63,7%     | 2000. június 27.   |
| 6  | Sunny Place of Youth               | KBS2     | 62,7%     | 1995. november 12. |
| 7  | The Son and the Daughter           | MBC      | 61,1%     | 1993. március 21.  |
| 8  | Thedzso Vang Gon (Taejo Wang Geon) | KBS      | 60,2%     | 2001. május 20.    |
| 9  | Eyes of Dawn                       | MBC      | 58,4%     | 1992. február 6.   |
| 10 | A palota ékköve                    | MBC      | 57,8%     | 2004. március 23.  |

### Kábeltelevíziós csatornák
A fizetős kábeltelevíziós csatornákon vetített sorozatok kevesebb nézőt érnek el a hagyományos televíziócsatornákhoz képest.
| #  | Sorozat                                               | Csatorna | Nézettség | Dátum                | Hiv.            |
| -- | ----------------------------------------------------- | -------- | --------- | -------------------- | --------------- |
| 1  | The World of the Married                              | JTBC     | 28,371%   | 2020. május 16.      | [ 104 ]         |
| 2  | Sky Castle                                            | JTBC     | 23,779%   | 2019. február 1.     | [ 105 ]         |
| 3  | A szerelem siklóernyőn érkezik (Crash Landing on You) | tvN      | 21,683%   | 2020. február 16.    | [ 106 ]         |
| 4  | Reply 1988                                            | tvN      | 18,803%   | 2016. január 16.     | [ 107 ] [ 108 ] |
| 5  | Tokkebi                                               | tvN      | 18,680%   | 2017. január 21.     | [ 109 ]         |
| 6  | Mr. Sunshine                                          | tvN      | 18,129%   | 2018. szeptember 30. | [ 110 ]         |
| 7  | Bosszúra éhesen (Itaewon Class)                       | JTBC     | 16.548%   | 2020. március 21.    | [ 111 ]         |
| 8  | 100 Days My Prince                                    | tvN      | 14,412%   | 2018. október 30.    | [ 112 ]         |
| 9  | Signal                                                | tvN      | 12,544%   | 2016. március 12.    | [ 113 ]         |
| 10 | Zenészek a kórházban (Hospital Playlist)              | tvN      | 12,077%   | 2020                 | [ 114 ]         |
| 11 | The Lady in Dignity                                   | JTBC     | 12,065%   | 2017. augusztus 19.  | [ 115 ] [ 116 ] |
| 12 | Hotel del Luna                                        | tvN      | 12,001%   | 2009. szeptember 1.  | [ 117 ]         |
| 13 | Reply 1994                                            | tvN      | 11,509%   | 2013. december 28.   | [ 118 ]         |
| 14 | Prison Playbook                                       | tvN      | 11,195%   | 2018 január 18.      | [ 119 ]         |
| 15 | The Crowned Clown                                     | tvN      | 10,851%   | 2019. március 4.     | [ 120 ]         |

## Észak-koreai dorama
Észak-Koreában a dorama megnevezése rjonszokkuk (hangul: 련속극, handzsa: 連續劇, RR: ryeonsokgeuk, ’folytatólagos dráma’), a 2010-es évektől pedig egyre modernebb stílusú sorozatokat készítenek.
2011-ben elkészült a Kje Volhjang (Kye Wol-hyang) kiszeng (gisaeng)ről szóló sorozat, feltehetőleg Kim Dzsongil (Kim Jong-il) akkori vezető utasítására.
2015-ben megjelent a Pangthanbjok (Bangtanbyeok) (방탄벽) című észak-koreai sorozat, amely Kim Ir Szen (Kim Il Sung) partizánharcairól szól,
2017 nyarán kiadták a Pukpangi noul (Bukbang-ui no-eul) (북방의 노을) című sorozatot, amely átlagemberek hétköznapjait mutatja be.

### Ajánlott irodalom
- Jung, S.. Korean Masculinities and Transcultural Consumption: Yonsama, Rain, Oldboy, K-Pop Idols. Hong Kong University Press (2010). ISBN 9789888028665
- szerk.: Kim, D. K., Kim, M. S.: Hallyu: Influence of Korean Popular Culture in Asia and Beyond.. Seoul: Seoul National University Press (2011). ISBN 9788952112019
- Jacquelyn Leto. Asian Invasion! The Korean Wave of Popular Culture Washes Upon Many Shores: K-dramas. BiblioBazaar (2011). ISBN 9781241699727
- Richard Nichols. Modern Korean Drama: An Anthology. New York: Columbia University Press (2013). ISBN 9780231520386

### Weboldalak
- Népszerű koreai doramák összefoglalója Archiválva 2014. július 5-i dátummal a Wayback Machine-ben a Koreai Turisztikai Hivatal honlapján (angolul)
- 10 signs you're addicted to Korean dramas (angolul)
- Koreai színészek rövid életrajza a koreanfilm.org-on (angolul)